# Danny Perea
Silvia Daniela Gutiérrez Perea (Cidade do México, 1 de abril de 1986) ou simplesmente Danny Perea é uma atriz mexicana mais conhecida por interpretar Gina em Te Doy La Vida e Alejandra na série de TV Vecinos.

## Filmografia

### Carreira na TV
| Ano           | Programa                       | Personagem                | Observação                    |
| ------------- | ------------------------------ | ------------------------- | ----------------------------- |
| 2003          | XH Derbez                      | Kika Paredes              | Participação especial         |
| 2005          | Mujer, casos de la vida real   | Lucha                     | 1 episódio                    |
| 2005-Presente | Vecinos                        | Alessandra López Pérez    | Elenco principal              |
| 2007          | El Pantera                     | Açucena                   | Participação especial         |
| 2008-2009     | Terminales                     | Raquel Valenzuela         | Antagonista                   |
| 2009          | Ellas son la alegria del hogar | Maribel Fernández         | Elenco principal              |
| 2010-2011     | Para volver a amar             | Jennifer Salgar Pereyra   | Coadjuvante                   |
| 2010          | Bienes Raíces                  | Laura                     | Participação especial         |
| 2010-2011     | Soy tu fan                     | Ela Mesma                 | Convidada                     |
| 2012          | Como dice el dicho             | Aurora // Silvia          | 2 episódios                   |
| 2012-2013     | La clínica                     | Dulce de Krauss           | Elenco principal              |
| 2013          | Niñas mal 2                    | Paloma Zuluaga            | Antagonista, temporada 2      |
| 2013          | Cásate conmigo, mi amor        | Paloma del Río            | Elenco principal              |
| 2015          | El Dandy                       | Dra. Itzel Marín // Noemi | Elenco principal              |
| 2016          | Perseguidos                    | Paloma Gaitan             | Coadjuvante                   |
| 2017          | Falsos falsificados            | Angélica Venegas          | Elenco principal              |
| 2018          | Rosario tijeras                | Agente Pamela Pulido      | Elenco principal, temporada 2 |
| 2020          | Te doy la vida                 | Georgina "Gina" López     | Antagonista                   |
| 2023          | Caminho proibido               | Clementina                | Elenco principal              |

## Prêmios
- Prêmio Mayahuel de melhor atriz por Temporada de patos, (2004).
- Prêmio Ariel de melhor atriz por Temporada de patos, (2005).
- Prêmio de melhor atriz favorita en MTV Movie Awards por Temporada de patos, (2005).